# 605 a.C.

## Eventos
- Após Joaquim [Nota 1] queimar o livro com as palavras de Deus a Jeremias, ele ordena que seus servos capturem Baruque, o escritor, e Jeremias, o profeta. Deus os esconde, e diz a Jeremias a punição que o rei sofrerá.[1]
- Nabucodonosor capitaliza sua vitória sobre o faraó Neco e toma todas as terras entre o Egito e o Eufrates.[1]
- Prisioneiros de Judá, Síria, Fenícia e Egito são deportados para a Babilônia, e assentados em colônias conforme a vontade de Nabucodonosor. Os vasos e mobílias do templo de Jerusalém são colocados no tempo de Bel.[1]
- Os citas que haviam sobrevivido da guerra contra os medos retornam para a sua terra, e tem que enfrentar um exército de jovens, filhos que suas esposas tiveram com seus escravos. Inicialmente derrotados, os citas trocam as espadas por chicotes, arma mais apropriada para corrigir os escravos, e põem o exército inimigo em fuga.[1]
- A Arca do Concerto e demais tesouros são colocados debaixo do Monte do Templo.[2]

## Mortes
- Nabopalassar, rei da Babilônia, após vinte e um anos de reinado. Segundo Ussher, Nabucodonosor, seu filho e sucessor, havia reinado junto com o pai nos últimos anos de seu reinado.[1]